# Perfect Blue
Perfect Blue (パーフェクトブルー?, Pāfekuto burū) è un film d'animazione giapponese del 1997 diretto da Satoshi Kon, al suo debutto come regista. Il film è liberamente ispirato al romanzo omonimo del 1991 di Yoshikazu Takeuchi.

## Trama
Mima Kirigoe è una idol e popstar facente parte del gruppo delle Cham, un terzetto che canta j-pop. Nonostante i numerosi fan, però, Mima è insoddisfatta della sua carriera e vorrebbe diventare un'attrice, decide quindi di lasciare il gruppo con scontento da parte dei fan (tra cui in particolare di uno stalker ossessionato da lei) e inizia a recitare in una serie drammatica. Iniziano ad avvenire però alcuni fatti strani: Mima riceve delle minacce, tra cui un fax che l'accusa di essere una traditrice, e scopre l'esistenza di un sito internet chiamato Mima's Room in cui qualcuno, con inquietante precisione, descrive le sue giornate nei minimi dettagli.
La carriera di attrice procede bene, fino al punto in cui le viene proposto di girare una scena di stupro. Ciò la sconvolge profondamente, al punto di renderla incapace di distinguere tra fantasia e realtà. In alcune occasioni ha delle allucinazioni in cui vede sé stessa in tenuta da Cham. La situazione peggiora ulteriormente quando alcune delle persone, che avevano lavorato allo sceneggiato in cui recitava, vengono ritrovate uccise brutalmente, con alcuni indizi che fanno pensare che sia lei la colpevole. A causa del suo stato di instabilità mentale lei non riesce né a confermare né a smentire di aver commesso quei delitti, e per di più incomincia a sentirsi addosso la presenza del misterioso stalker. Mima raggiunta dallo stalker si ritrova costretta a ucciderlo.
Dopo lunghe sequenze in cui diventa impossibile distinguere tra la realtà e l'immaginazione di Mima, si scoprirà che la responsabile di tutto era la sua manager, Rumi, che aveva gestito il sito internet Mima's Room e aveva convinto lo stalker con false accuse su Mima fino a farlo diventare un assassino. Rumi aveva agito in questo modo perché credeva che lei fosse la "vera" Mima, e che Mima, con la sua nuova carriera di attrice, avesse irrimediabilmente "sporcato" la sua immagine idealizzata. Mima, trovatasi a casa di Rumi in una stanza identica alla sua, s'imbatte nella manager, vestita col suo vecchio costume e armata di coltello. Durante un inseguimento, Rumi la ferisce, Mima nel difendersi la ferisce gravemente a sua volta, la manager ormai impazzita, cerca di farsi investire da un camion, ma Mima la salva: entrambe vengono poi soccorse dagli uomini che erano sul mezzo.
Alcuni mesi dopo, entrambe le donne sono sopravvissute; Mima fa visita a Rumi, rinchiusa in un istituto psichiatrico, dove ha ogni tanto dei momenti di lucidità. Mima la ringrazia di averle fatto capire chi è veramente e se ne va, lasciando all'oscuro se ha continuato la carriera di attrice.

## Distribuzione
Il film è stato mostrato in anteprima il 5 e l'8 agosto 1997 al Fantasia Film Festival di Montréal, in Canada, con doppiaggio originale e sottotitoli inglesi. È successivamente uscito nelle sale giapponesi il 28 febbraio 1998.
In Italia è stato pubblicato da Yamato Video direttamente in formato VHS nel 1999 e in DVD il 14 dicembre 2005. Dal 22 al 24 aprile 2024 è stato distribuito per la prima volta nei cinema italiani in versione restaurata in 4K da Nexo Digital in collaborazione con Yamato Video.

## Riconoscimenti
- 1997 – Fantasia Film Festival
  - Best Asian Film
- 2000 – B-Movie Film Festival
  - B-Movie Award